# StaatsPunkrott
StaatsPunkrott est un groupe de punk rock allemand, originaire de l'arrondissement de Hohenlohe.

## Histoire
Le groupe est fondé fin 2003 dans le but de faire du punk rock allemand. Le groupe a enregistré son premier album Reden ist… seulement six semaines après sa fondation. Le groupe donne d'abord des concerts dans sa région d'origine jusqu'à ce que le label Nix-Gut Records le découvre mi-2004 et le signe. À ce stade, aucun des membres du groupe n'était majeur. Le deuxième album Ding Dong! Möchten Sie eine Punkband kaufen? sort aussitôt.
StaatsPunkrott commence à faire des tournées en Allemagne, en Autriche et en Suisse, jouant presque tous les week-ends et se produisant sur scène avec de nombreux autres groupes de punk allemands tels que Normahl, Fahnenflucht ou Zaunpfahl.
En avril 2006, Pimp my riot, prévu comme un mini album de six titres, sort avec douze pistes et est l'occasion d'un premier clip. Entre-temps, le groupe est présent sur plus de 16 compilations (en 2009), dont Es lebe der Punk, Die deutsche Punkinvasion II et Chaos, Bier + Anarchie. Grâce à cette présence, StaatsPunkrott se fait un nom dans la scène punk allemande et  joue dans plusieurs festivals.
Début 2007, le groupe faisait partie du Schlachtrufe BRD Tour, l'une des plus grandes tournées de punk rock allemand. Les quatre membres du groupe passent ensuite deux semaines à Hanovre pour enregistrer un nouvel EP aux Horus Studios. Le disque est produit par Flo V. Schwarz. Cela aboutit à l'EP éponyme qui sort chez Hamburg Records/Soulfood Music en juin 2007. En septembre 2007, suit la tournée Punk Paket Tour 2007 en Allemagne avec Sondaschule et Fahnenflucht. En décembre, le groupe participe au Nikolaus Raus Tour 2007 et a terminé l'année de concert 2007 après plus de 40 concerts dans des festivals renommés tels que Punk im Pott ou X-Mas-Pogo.
Au printemps 2008, StaatsPunkrott joue, en plus de ses propres concerts, une tournée Tour ohne Namen avec Eisenpimmel, Rasta Knast, Fahnenflucht et Chefdenker. Au milieu de 2008, le batteur Chris der Berg quitte le groupe et est remplacé par Seimän Edgar Fankel, un ami du groupe. À l'été 2008, StaatsPunkrott joue notamment aux côtés de Sick of It All, Subway to Sally, Madball, The Bones, Comeback Kid ou Pro-Pain. Le groupe joue ensuite dans PUNK – Das ist unser Kult! Tour 2008 sa première tournée en tête d'affiche auto-organisée à travers l'Allemagne. Le groupe BoToX l'accompagne sur la tournée complète.
À partir de mi-2009, le groupe commence un blog vidéo, sur lequel ils donnent un aperçu de leur vie de tournée à intervalles réguliers. Le blog est porté par l'humour et les actions absurdes des membres du groupe. StaatsPunkrott change de membres lors des festivals de l'été 2009. Le groupe décide d'apparaître comme un quintette à l'avenir, car ils pourraient mieux jouer en concert leur nouvelle musique. Le bassiste John Lemon passe à la guitare rythmique et Jänz Jensen du chant et de la guitare au chant. Après avoir tourné avec différents bassistes pendant plus de six mois, Fat Mörfh, ancien chanteur du groupe de skate punk de Wurtzbourg Wasted Talent, est présenté en octobre 2009 en tant que nouveau bassiste et chanteur de chœur du groupe.
À partir de mars 2010, Staatspunkrott enregistre Phoenix Effect aux studios Horus à Hanovre et donne un documentaire en six parties sur son blog vidéo. Ensuite, le groupe joue à nouveau dans des festivals. Il inaugure le 25e anniversaire de Rock am Ring lors de la Warm-Up-Party dans la tente Ringrocker.
Au printemps 2011, le groupe fait une tournée dans le cadre des Deutschen Kulturwochen parrainées par l'Institut Goethe et la Deutsche Musikbotschaft Madrid & Espacio de Encuentro Hispano-Aleman à travers l'Espagne. Il joue au Círculo de Bellas Artes à Madrid.
Début septembre 2011, le groupe a publié le clip vidéo du single Einfach da, qui est disponible en téléchargement gratuit sur la page d'accueil pendant une période limitée. Dans le même temps, le guitariste et membre fondateur John Lemon quitte le groupe parce qu'il est devenu père. Depuis lors, le groupe joue à nouveau en quatuor. Le 14 octobre 2011, le nouvel album studio Phoenix Effect paraît chez Monster Artists Entertainment/BMG Rights. La publication est accompagnée d'une tournée avec Die BlumentoPferde à travers l'Allemagne, l'Autriche et la Suisse.
En 2012, après des concerts en salle au printemps, le groupe donne sa plus grande tournée de festivals en été, sur des scènes en plein air tous les week-ends de juin à septembre. Après avoir fait connaissance et joué en tournée, Peter B. Lorre rejoint la formation en quatuor. En automne également, Oliver Sonntag (qui deviendra plus tard le guitariste permanent du groupe) intervient à la basse après que Fat Mörfh ne peut pas jouer pendant une courte période.
En 2013, le groupe joue une longue tournée de salles pour marquer le 10e anniversaire du groupe, mais prend beaucoup de temps en parallèle pour écrire et jouer de nombreuses nouvelles compositions. Lors de cette tournée, Ygor Polenta prend la basse. La finale de la tournée 2013 est également le dernier spectacle de Mr. Feta, car il ne peut pas continuer à tourner le week-end en raison de son travail.
Après quelques concerts et festivals début 2014, le groupe enregistre son septième album d'août à septembre. Plusieurs personnes (Olman V. Wiebke, Sascha Höhm) qui ont également travaillé avec le groupe sur le précédent sont impliquées dans la production.
Immédiatement après la fin de la production, le groupe annonce un grand nombre de dates de tournée et présente le nouvel album lors de sa plus importante tournée en tête d'affiche. Le groupe fait une tournée à travers l'Angleterre en février 2015, financée par Initiative Musik, à Birmingham, Manchester et Londres. Après avoir reçu des offres de plusieurs labels majeurs cette année, le groupe signe avec People Like You Records/Century Media, puis annonce que le nouvel album Nordost sort en août 2015.

## Discographie

### Albums
| Année | Nom                                          | Support   | Label                                 | Commentaire       |
| ----- | -------------------------------------------- | --------- | ------------------------------------- | ----------------- |
| 2004  | Reden ist Silber - Brüllen ist Gold          | CD        | Auto-production                       | Album             |
| 2004  | Ding Dong! Möchten Sie eine Punkband kaufen? | CD        | Nix-Gut Records                       | Album             |
| 2005  | Größenwahn jetzt                             | CD        | Nix-Gut Records                       | Album, Digipack   |
| 2006  | Pimp my riot!                                | CD/CD-Rom | Nix-Gut Records                       | Album + Videoclip |
| 2006  | Festival CD                                  | CD        |                                       | Promo 5 titres    |
| 2007  | StaatsPunkrott                               | CD        | Hamburg Records/Soulfood Music        | EP                |
| 2011  | Phoenix Effekt                               | CD        | BMG Rights                            | Album             |
| 2015  | Nordost                                      | CD/Vinyle | People like you Records/Century Media | Album, Digipack   |
| 2017  | Choral vom Ende                              | CD/Vinyle | People like you Records/Century Media | Album, Digipack   |

### Singles
| Année | Nom                      | Support        | Label                                 |
| ----- | ------------------------ | -------------- | ------------------------------------- |
| 2011  | Einfach da               | Téléchargement | Monster Artists/BMG Rights            |
| 2015  | Hier stirbt deine Jugend | Téléchargement | People like you Records/Century Media |
| 2015  | Ohne Schlaf              | Téléchargement | People like you Records/Century Media |
| 2016  | N.E.O.N.                 | Téléchargement | People like you Records/Century Media |
| 2017  | Richtung Horizont        | Téléchargement | People like you Records/Century Media |
| 2017  | Monokel für zwei Augen   | Téléchargement | People like you Records/Century Media |

## Source de la traduction
- (de) Cet article est partiellement ou en totalité issu de l’article de Wikipédia en allemand intitulé « StaatsPunkrott » (voir la liste des auteurs).